# Собучина (Сілезьке воєводство)
Собучина (пол. Sobuczyna) — село в Польщі, у гміні Почесна Ченстоховського повіту Сілезького воєводства.
Населення — 181 особа (2011).
У 1975-1998 роках село належало до Ченстоховського воєводства.

## Демографія
Демографічна структура станом на 31 березня 2011 року:
|          | Загалом | Допрацездатний вік | Працездатний вік | Постпрацездатний вік |
| -------- | ------- | ------------------ | ---------------- | -------------------- |
| Чоловіки | 89      | 24                 | 58               | 7                    |
| Жінки    | 92      | 17                 | 61               | 14                   |
| Разом    | 181     | 41                 | 119              | 21                   |